# جيمس إي. ليون
جيمس إي. ليون (بالإنجليزية: James E. Lyon)‏ هو مصرفي أمريكي، ولد في 25 أغسطس 1927 في هيوستن في الولايات المتحدة، وتوفي في 1 مايو 1993 بسبب سرطان البنكرياس.